# Griblje
Griblje – wieś w Słowenii, w gminie Črnomelj. W 2018 roku liczyła 340 mieszkańców.